# 扈胡镇
扈胡镇，是中华人民共和国安徽省六安市霍邱县下辖的一个乡镇级行政单位。

## 行政区划
扈胡镇下辖以下地区：
高镇村、棠梨店村、上楼村、粉坊村、齐王庙村、马陈村、和平村、南店村、云居村、户胡村、桃花村、新路桥村、西朱塔村、黄泥岗村、户胡街道村、新六里村、龙圩村、六楼村、新春村、花园村和月亮湾村。